# Filipa Sousa
Filipa Sousa (* 2. März 1985 in Albufeira) ist eine portugiesische Sängerin.

## Leben und Wirken
In jungen Jahren nahm sie Klavier- und Gesangsunterricht und nahm erfolgreich an einigen Fado-Gesangswettbewerben teil. 2003 nahm sie erstmals an der Castingshow Operação Triunfo (der portugiesischen Fame Academy) teil, schaffte es aber nicht unter die ersten 30 Teilnehmer. Bei einer erneuten Teilnahme 2007 schaffte sie es in die "Gala-Shows" und landete auf dem 12. Platz. Im Jahr 2012 gewann sie den Musikwettbewerb Festival da Canção und durfte daher beim Eurovision Song Contest 2012 in Baku für ihr Heimatland antreten. Ihr melancholischer Fado Vida Minha ("Mein Leben") ging im zweiten Halbfinale an den Start, wo sie sich allerdings für das Finale des Wettbewerbs nicht qualifizieren konnte.